# پترسهاوزن
پترسهاوزن (به آلمانی: Petershausen) یک شهر در آلمان است که در بایرن واقع شده‌است.

## خصوصیات
پترسهاوزن ۳۲٫۸۲ کیلومترمربع مساحت دارد ۴۶۰ متر بالاتر از سطح دریا واقع شده‌است.